# فهرست فهرست‌های فهرست‌ها
این صفحه فهرستی از فهرست‌ها است—لیستی از صفحاتی که فهرستی از سایرِ مقالات فهرست هستند.  هر یک از صفحاتی که در اینجا پیوند داده شده‌اند، نمایه‌ای برای چندین فهرست در یک موضوع هستند.

## ب
- فهرست بزرگترین مساجد دنیا
- بی‌دینی بر پایه کشور
- فهرست بی‌خدایان
- فهرست بی‌دین‌های برنده جایزه نوبل

## پ
- فهرست پاپ‌های کلیسای کاتولیک روم
- فهرست پرچم حکومت‌های شیعه

## ت
- فهرست ترجمه‌های قرآن
- فهرست تفسیرهای قرآن

## ج
جستارهای بی‌خدایی
- فهرست جمعیت‌های دینی

## خ
- فهرست خداانگاران
- فهرست خدایان باستان
- فهرست خدایان

## د
- فهرست دادارباوران
- فهرست دانشمندان خداناباور
- فهرست دانشمندان روحانی پیرو کلیسای کاتولیک
- فهرست دانشمندان مسلمان

## ر
- فهرست رجال حدیث شیعه

## س
- فهرست سازمان‌های سکولاریست
- فهرست ستاره‌شناسان خاورمیانه
- فهرست سلسله‌های شیعه
- فهرست سوره‌های قرآن

## ش
- فهرست شخصیت‌ها و اعلام قرآنی
- فهرست شخصیت‌های اسطوره‌های یونانی
- فهرست شخصیت‌ها، مکان‌ها و رویدادهای افسانه‌ای مصر باستان

## ص
- صفات خدا در اسلام

## ط
- فهرست طریقت‌های تصوف

## ف
- فهرست فرعون‌ها
- فهرست فرقه‌های تصوف
- فهرست فرقه‌های شیعه
- فهرست فرقه‌های اسلامی
- فهرست فیلسوفان مسلمان

## ک
- فهرست کتاب‌های شیعه
- فهرست کتاب‌های ایرانیان در نقد اسلام
- فهرست کتاب‌ها و مطبوعات ممنوع در ایران
- فهرست کشته‌شدگان سپاه حسین در رویداد کربلا
- فهرست کشورها بر پایه مذهب

## م
- فهرست مدعیان مهدویت
- فهرست مراجع تقلید شیعه
- فهرست مراجع تقلید مشهور شیعه
- فهرست مساجد
- فهرست مساجد ارمنستان
- فهرست مساجد اصفهان
- فهرست مساجد تبریز
- فهرست مساجد جمهوری آذربایجان
- فهرست مساجد در قبرس
- فهرست مساجد شناخته شده جهان
- فهرست مسجدها
- فهرست مسلمانان برنده جایزه نوبل
- فهرست مسلمانان سابق
- فهرست مسلمانان سابق
- فهرست منتقدان اسلام
- فهرست مسیحیان سابق
- فهرست منتقدان اسلام
- فهرست موبدان

## ن
- نام‌های خدا
- فهرست نام دین‌ها
- فهرست نام‌های تحقیرآمیز مذهبی
- فهرست نخستین مسلمانان
- فهرست نمایش‌های ایرانی پیش از اسلام
- فهرست نویسندگان خداناباور

## ه
- فهرست همه خداانگاران
- فهرست همه خداگرایان

## ملحقات
- فهرست فرشتگان
- فهرست ملائکه
- ترتیب فرشتگان در یهودیت
- کروبی‌ها
- ملکوت یا عالم مثال یکی ازعوالم چهارگانه
- فهرست جن‌ها در آرس گویتیا
- فهرست موجودات افسانه‌ای
- موجودات افسانه‌ای در فرهنگ‌های جهان
- فهرست شخصیت‌ها، مکان‌ها و رویدادهای افسانه‌ای یونان باستان

## آ
- فهرست آبشارها بر پایه ارتفاع
- فهرست آبشارها بر پایه سرعت جریان
- فهرست آبشارها بر پایه گونه
- فهرست آثار باستانی جهرم
- فهرست آثار باستانی شهرستان بردسکن
- فهرست آثار تاریخی آذربایجان شرقی
- فهرست آثار تاریخی استان قزوین
- فهرست آثار تاریخی کرمان
- فهرست آثار تاریخی کرمانشاه
- فهرست آثار تاریخی گلستان
- فهرست آثار تاریخی اصفهان
- فهرست آثار تاریخی ایران
- فهرست آثار تاریخی خوزستان
- فهرست آثار ثبت شده ایران در یونسکو
- فهرست آثار طبیعی ملی ایران
- فهرست آثار ملی استان قزوین
- فهرست آثار ملی استان گیلان
- فهرست آثار ملی ایران
- فهرست آثار ملی ایلام
- فهرست آثار ملی بوشهر
- فهرست آثار ملی فارس
- فهرست آثار ملی قزوین
- فهرست آثار ملی گیلان
- فهرست آثار ملی استان چهارمحال و بختیاری
- فهرست آثار میراث جهانی
- فهرست آماری ترین‌های کشورها
- فهرست آرامگاه سلطنتی دودمان مینگ و چینگ
- فهرست آزادراه‌های ایران
- فهرست آلوده‌ترین شهرهای جهان
- فهرست آماری ترین‌های ایران
- فهرست آماری ترین‌های کشورها
- فهرست آنزیم‌ها

## ا
- فهرست ابزارهای مورد استفاده در جراحی عمومی
- فهرست ابزارهای یونیکس
- فهرست اجرام منظومهٔ شمسی بر پایهٔ اندازه
- فهرست احساسات
- فهرست ادویه
- فهرست ادویه‌ها
- فهرست ارز در گردش
- فهرست استادیوم‌ها
- فهرست استانداردهای EN
- فهرست استانداردهای ایزو
- فهرست استانداردهای ایزیری
- فهرست استانداردهای تلفن همراه
- فهرست استانداردهای ملی ایران
- فهرست استانداردهای ISIRI
- فهرست استیضاح وزیران در حکومت جمهوری اسلامی ایران
- فهرست اسلحه‌ها
- فهرست اسلحه‌های باستانی
- فهرست اسلحه‌های جنگ جهانی دوم
- فهرست اسلحه‌های دستی
- فهرست اسیدها
- فهرست اعیاد
- فهرست افتخارات باشگاه فوتبال استقلال تهران
- فهرست افتخارات باشگاه فوتبال سپاهان
- فهرست افتخارات باشگاه فوتبال ملوان انزلی
- فهرست افتخارات باشگاه فوتبال پرسپولیس تهران
- فهرست الکان‌ها
- فهرست امامزاده‌های تبریز
- فهرست امامزاده‌های ساوجبلاغ
- فهرست اماکن دیدنی شهر دزفول
- فهرست اماکن دیدنی شهرستان نیشابور
- فهرست اماکن مذهبی پرو
- فهرست امامزاده‌های تبریز
- فهرست اموال
- فهرست انحلال پذیری مواد
- فهرست اندام‌های بدن انسان
- فهرست انزیم‌ها
- فهرست انواع بازی‌های ویدئویی
- فهرست انواع دوربین
- فهرست انواع شناورها
- فهرست انواع شیرینی‌های ایرانی
- فهرست انواع کنسول‌های بازی‌های رایانه‌ای
- فهرست انواع کنسول‌های بازی‌های ویدئویی
- فهرست انواع کیک
- فهرست انواع نامه‌ها و مدارک
- فهرست انواع پای و تارت
- فهرست انواع پنیر
- فهرست انواع سوشی
- فهرست اولین آثار ملی ثبت شده در ایران
- فهرست اولین‌های هوانوردی در ایران
- فهرست ایستگاه‌های برق امارات
- فهرست ایستگاه‌های برق ایران
- فهرست ایستگاه‌های راه آهن ایران
- فهرست ایستگاه‌های متروی تهران
- فهرست ایستگاه‌های راه آهن ایران
- فهرست ایستگاه‌های راه آهن ایران
- فهرست ایستگاه‌های متروی تهران
- فهرست ایستگاه‌های هوایی نیروی دریایی ایالات متحده

## ب
- فهرست بادهای استان هرمزگان
- فهرست باریون‌ها
- فهرست باغ‌های ایران
- فهرست باغ‌های استان فارس
- فهرست باغ‌های تاریخی استان فارس
- فهرست بوستان‌های تهران
- فهرست بوستان‌های شیراز
- فهرست بوستان‌های قزوین
- فهرست بوستان‌های کرمانشاه
- فهرست باکتری‌های مهم
- فهرست برترین عناوین پلی استیشن
- فهرست برترین‌های آماری ایران در جهان
- فهرست برج‌ها
- فهرست برج‌های بلند جهان
- فهرست برج‌های بلند مخابراتی جهان
- فهرست بزرگ‌ترین سدهای جهان
- فهرست بزرگترین سدها بر پایه ذخیره
- فهرست بندرها و مناطق ویژه اقتصادی دریایی ایران
- فهرست بلندترین سازه‌های ایران
- فهرست بناهای تاریخی استان اصفهان
- فهرست بیماری‌ها
- فهرست‌ها بر پایه کشور

## پ
- فهرست پارک‌های تهران
- فهرست پارک‌های اراک
- فهرست پارک‌های جنگلی تبریز
- فهرست پارک‌های ملی آمریکا
- فهرست پارک‌های ملی آمریکا بر پایه ایالت
- فهرست پارک‌های ملی ایران
- فهرست پاستا
- فهرست پاسپورت کشورهای جهان
- فهرست پربازدیدترین موزه‌های جهان
- فهرست پرجمعیت‌ترین مناطق شهری آمریکا
- فهرست پربازدیدترین موزه‌های بریتانیا
- فهرست پربازدیدترین موزه‌های جهان
- فهرست پرتاب‌های پروتون (۲۰۱۰-۲۰۱۹)
- فهرست پرجمعیت‌ترین زبان‌ها
- فهرست پرجمعیت‌ترین سخنوران
- فهرست پرجمعیت‌ترین شهرهای جهان
- فهرست پرجمعیت‌ترین مناطق شهری آمریکا
- فهرست پرخرج‌ترین فیلم‌های جهان
- فهرست پرخرج‌ترین موزیک ویدئوهای جهان
- فهرست پرشی
- فهرست پرفروش‌ترین آلبوم‌های موسیقی جهان
- فهرست پرهزینه‌ترین موزیک ویدئوهای جهان
- فهرست پروتکل‌های مسیریابی ادهاک
- فهرست پروژه‌های کتابخانه دیجیتال
- فهرست پوشاک
- فهرست پوهنتون‌های افغانستان
- فهرست پیش شماره تلفنی شهرهای ایران
- فهرست پیکرهای آسمانی
- فهرست پیوندی دوطرفه

## ت
- فهرست تالاب‌های ایران
- فهرست تانک‌ها
- فهرست تانک‌های بریتانیا
- فهرست تبدیل‌های مرتبط با تبدیل فوریه
- فهرست تجهیزات و لوازم پزشکی
- فهرست تجهیزات رایانه‌ای
- فهرست تجهیزات و لوازم پزشکی
- فهرست ترانه‌های با رتبه یک در آمریکا (۲۰۰۸)
- فهرست ترانه‌های با رتبه یک در آمریکا (۲۰۰۹)
- فهرست ترانه‌های با رتبه یک در آمریکا (۲۰۱۰)
- فهرست ترانه‌های با رتبه یک در آمریکا (۲۰۱۱)
- فهرست ترانه‌های با رتبه یک در آمریکا (۲۰۱۲)
- فهرست ترانه‌های با رتبه یک در آمریکا (۲۰۱۴)
- فهرست ترانه‌های با رتبه یک در نیوزیلند (۲۰۱۰)
- فهرست ترانه‌های با رتبه یک در کانادا (۲۰۱۰)
- فهرست ترانه‌های بیتلز
- فهرست ترانه‌های پینک فلوید
- فهرست ترس‌ها
- فهرست ترکیب‌های معدنی
- فهرست ترکیب‌های معدنی با نام ویژه
- فهرست ترکیبات
- فهرست تصورات غلط متداول
- فهرست تعارف‌های ایرانی
- فهرست تغییر بازخورد خطی
- فهرست تفنگ‌ها
- فهرست تفنگ‌های شکاری رایج در ایران
- فهرست تلفات نبردها
- فهرست تمدن‌ها و جاهای باستانی ایران پیش از تمدن عیلام
- فهرست تمدن‌ها و جاهای باستانی ایران پیش از تمدن ایلام
- فهرست توزیع ثروت کشورها
- فهرست توزیع‌های لینوکس
- فهرست تکنیک‌های جودو
- فهرست تکنیک‌های ساختمان کم‌مصرف
- فهرست تکنیک‌های کودوکان جودو

## ج
- فهرست جاذبه‌های گردشگری استان کرمان
- فهرست جاذبه‌های گردشگری استان گلستان
- فهرست جشنواره‌های ایران
- فهرست جاذبه‌های گردشگری جهان
- فهرست جزایر خلیج فارس
- فهرست جزیره‌های دریاچه ارومیه
- فهرست جنگ‌افزارها
- فهرست جنگ‌افزارهای جنگ جهانی دوم
- فهرست جنگ‌های جهان

## چ
- فهرست چشمه‌ها و مراکز آب درمانی استان هرمزگان
- فهرست چیزهایی که به افتخار آگوستین لویی کوشی نامگذاری شده‌است
- فهرست چهارگوش نگاری سطح ماه
- فهرست چیزهایی که به افتخار کارل فریدریش گاوس نامگذاری شده است
- فهرست چیزهایی که به افتخار لئونارد اولر نامگذاری شده است

## ح
- فهرست حالت‌های اکسایش عنصرها
- فهرست حالت‌های اکسیداسیون عناصر
- فهرست حداقل دستمزد کشورهای مختلف جهان
- فهرست حدها
- فهرست حرفه‌ها
- فهرست حمام‌های قدیمی سنندج
- فهرست حوادث مثلث برمودا
- فهرست حوزه‌های انتخابیه کنگره ایالات متحده آمریکا
- فهرست حوزه‌های نفتی ایران
- فهرست حوزه‌های انتخاباتی مجلس شورای اسلامی
- فهرست حوزه‌های انتخابیه کنگره ایالات متحده
- فهرست حوزه‌های گازی ایران
- فهرست حوزه‌های نفتی جهان

## خ
- فهرست خدمات توییتر و برنامه‌های کاربردی
- فهرست خطاهای مودم
- فهرست خطوط اتوبوسرانی قزوین
- فهرست خط‌های زمانی موضوعی
- فهرست خواص ترمودینامیکی
- فهرست خودروهای برقی
- فهرست خودروهای شورولت
- فهرست خودکشی‌ها
- فهرست خورشیدگرفتگی‌های دوران باستان
- فهرست خورشیدگرفتگی‌های قرن ۱ پیش از میلاد
- فهرست خورشیدگرفتگی‌های قرن ۲ پیش از میلاد
- فهرست خورشیدگرفتگی‌های قرن ۳ پیش از میلاد
- فهرست خورشیدگرفتگی‌های قرن ۴ پیش از میلاد
- فهرست خورشیدگرفتگی‌های قرن ۵ پیش از میلاد
- فهرست خورشیدگرفتگی‌های قرن ۶ پیش از میلاد
- فهرست خورشیدگرفتگی‌های قرن ۷ پیش از میلاد
- فهرست خورشیدگرفتگی‌های قرن ۸ پیش از میلاد
- فهرست خورشیدگرفتگی‌های قرن ۹ پیش از میلاد
- فهرست خورشیدگرفتگی‌های قرن ۱۰ پیش از میلاد
- فهرست خورشیدگرفتگی‌های قرن ۱۱ پیش از میلاد
- فهرست خورشیدگرفتگی‌های قرن ۱۲ پیش از میلاد
- فهرست خورشیدگرفتگی‌های قرن ۱۳ پیش از میلاد
- فهرست خورشیدگرفتگی‌های قرن ۱۴ پیش از میلاد
- فهرست خورشیدگرفتگی‌های قرن ۱۵ پیش از میلاد
- فهرست خورشیدگرفتگی‌های قرن ۱۶ پیش از میلاد
- فهرست خورشیدگرفتگی‌های قرن ۱۷ پیش از میلاد
- فهرست خورشیدگرفتگی‌های قرن ۱۸ پیش از میلاد
- فهرست خورشیدگرفتگی‌های قرن ۱۹ پیش از میلاد
- فهرست خورشیدگرفتگی‌های قرن ۲۰ پیش از میلاد
- فهرست خورشیدگرفتگی‌های قرن ۱ میلادی
- فهرست خورشیدگرفتگی‌های قرن ۲ میلادی
- فهرست خورشیدگرفتگی‌های سده ۱۹ میلادی
- فهرست خورشیدگرفتگی‌های قرن ۲ میلادی
- فهرست خورشیدگرفتگی‌های سده ۲۰ میلادی
- فهرست خورشیدگرفتگی‌های قرن ۲۱ میلادی
- فهرست خورشیدگرفتگی‌های قرن بیستم میلادی
- فهرست خوشه‌های ستاره‌ای کروی
- فهرست خوشه‌های کهکشانی
- فهرست خیابان‌های اصلی اراک
- فهرست خیابان‌های اصلی تبریز
- فهرست خیابان‌های اصلی تهران

## د
- فهرست داروها
- فهرست دانشنامه‌های فارسی
- فهرست درخشان‌ترین ستاره‌ها
- فهرست دریاچه‌های روسیه
- فهرست دسته‌بندی اندازه کامپیوترها
- فهرست دنباله‌دارها
- فهرست دنباله‌دارهای دوره‌ای
- فهرست دسته‌بندی اندازه رایانه‌ها

## ذ
فهرست ذرات بنیادی

## ر
- فهرست رادیوهای اینترنتی فارسی‌زبان
- فهرست رشته‌های تحصیلی
- فهرست رشته‌های ورزشی
- فهرست رمان‌ها
- فهرست رنگ‌ها
- فهرست رودخانه‌های استان آذربایجان شرقی
- فهرست روزنامه‌های آمریکا
- فهرست ره‌آوردهای شهرهای ایران
- فهرست روزنامه‌های ایران
- فهرست روزهای سال میلادی
- فهرست روزهای سال

## ز
- فهرست زلزله‌های ایران
- فهرست زلزله‌های سده بیستم

## ژ
- فهرست ژانرهای هوی متال
- فهرست ژورنال‌های پرستاری
- فهرست ژیمناست‌ها

## س
- فهرست سازهای موسیقی
- فهرست ستارگان بر پایه صورت فلکی
- فهرست سدهای ایران
- فهرست سرودهای ملی کشورها
- فهرست سلاح‌های کمری
- فهرست‌های ستارگان
- فهرست سحابی‌ها
- فهرست سرگرمی‌ها
- فهرست سیارک‌ها

## ش
- فهرست شعارهای ملی
- فهرست شماره‌های نگهداری
- فهرست شورش‌ها در دوره افشاریه

## ص
- فهرست صد کتاب برتر تاریخ ادبیات به انتخاب انجمن کتاب نروژ
- فهرست صد کتاب برتر همه زمان‌ها به انتخاب گاردین
- فهرست صد کوه معروف ژاپن
- فهرست صده‌ها
- فهرست صور فلکی
- فهرست صورت‌های فلکی
- فهرست صورت‌های فلکی بر پایه وسعت
- فهرست صورت‌های فلکی ذکرشدهٔ بطلیموس

## ط
- فهرست طرح‌های برگزیده کشوری جشنواره جوان خوارزمی
- فهرست طلسم‌های هری پاتر
- فهرست طولانی‌ترین باندهای فرودگاه
- فهرست طولانی‌ترین پل‌ها در جهان
- فهرست طویل‌ترین رودهای ایالات متحده آمریکا (بر پایه سرچشمه اصلی)
- فهرست طرح‌های برگزیده کشوری جشنواره جوان خوارزمی

## ظ
- فهرست ظرف‌های شراب‌خوری

## ع
- فهرست عطرها
- فهرست علایم و نشانه‌های یونسکو
- فهرست علایم و نشانه‌های بیماری‌ها
- فهرست عمارت‌ها و خانه‌های قدیمی سنندج
- فهرست عملیات‌های نظامی ایران در جنگ ایران و عراق
- فهرست عملیات‌های زمینی گسترده ایران در جنگ ایران و عراق
- فهرست عناصر جدول تناوبی
- فهرست عناصر
- فهرست عناصر بر اساس جرم اتمی
- فهرست عناصر بر پایه نماد شیمیایی
- فهرست عناصر بر پایه پایداری ایزوتوپ
- فهرست عناصر بر پایه پایداری ایزوتوپ‌ها*
- فهرست عناصر بر پایهٔ عدد اتمی
- فهرست عناصر به ترتیب نام
- فهرست عناصر به ترتیب عدد اتمی
- فهرست عناصر به ترتیب نام
- فهرست عناصر به ترتیب نماد
- فهرست عناصر جدول تناوبی
- فهرست عناصر شیمیایی
- فهرست عنوان‌های جنون سرعت
- فهرست عنوان‌های حقوقی و بازرگانی
- فهرست عنوان‌های عمومی رایانه
- فهرست عیدها

## غ
- فهرست غارهای ایران
- فهرست غذاهای ژاپنی

## ف
- فهرست فراورده‌های آرایشی و بهداشتی
- فهرست فراورده‌های دریایی
- فهرست فرهنگ‌های فارسی
- فهرست فیلم‌های آمریکایی
- فهرست فیلم‌های ایرانی
- فهرست فیلم‌های آمریکایی
- فهرست فیلم‌های اکران‌نشده ایرانی

## ق
- فهرست قانون‌های اساسی کشورها
- فهرست قصه‌های کردی
- فهرست قطعات خودرو
- فهرست قطعات خودرو

## ک
- فهرست کاخ‌ها و عمارت‌های تهران
- فهرست کانال‌های تلویزیونی ایران
- فهرست کانال‌های تلویزیونی بر پایه کشور
- فهرست کانال‌های تلویزیونی کانادا
- فهرست کانال‌های تلویزیونی
- فهرست کتاب‌ها بر پایه زبان
- فهرست کتاب‌ها
- فهرست کتاب‌های ترجمه‌شده از ارمنی به فارسی
- فهرست کتاب‌های شیعه
- فهرست کتاب‌های فرانسوی
- فهرست کتاب‌های کردی
- فهرست کتاب‌های ممنوعه در ایران
- فهرست کد تماس کشورها
- فهرست کشور بر پایه تولید مس
- فهرست کشورها بر پایه مساحت جنگل‌ها
- فهرست کشورها بر پایه تولید ناخالص داخلی
- فهرست کشورهای جهان
- فهرست کشورها بر اساس تعداد خطوط تلفن در حال استفاده
- فهرست کشورها بر اساس تعداد شهروند مهاجر
- فهرست کشورها بر اساس تعداد کاربران اینترنت پهن باند
- فهرست کشورها بر اساس مساحت
- فهرست کشورها بر اساس مساحت آبیاری
- فهرست کشورها بر اساس مساحت زمین ابی
- فهرست کشورها بر اساس نرخ قتل عمد
- فهرست کشورها بر اساس وسعت
- فهرست کشورها بر حسب تولید خودرو
- فهرست کشورها بر پایه آمار کل سیستم حمل و نقل سریع
- فهرست کشورها بر پایه آهنگ رشد تولیدات صنعتی
- فهرست کشورها بر پایه آهنگ رشد جمعیت
- فهرست کوه‌های ایران

## گ
- فهرست گذرنامه‌های کشورهای جهان
- فهرست گرانترین نقاشی‌ها
- فهرست گرانترین اشیای جهان
- فهرست گره‌ها
- فهرست گره‌های قلابی
- فهرست گره‌های پیوندی
- فهرست گورستان‌های مشهور جهان
- فهرست گوشی‌های نوکیا
- فهرست گوهرها

## ل
- فهرست لقب‌های ایالت‌های آمریکا
- فهرست لقب‌های درباری دودمان قاجار

## م
- فهرست مجموعه‌های تلویزیونی ایران
- فهرست محصولات ادوبی
- فهرست محصولات مایکروسافت
- فهرست مراکز تفریحی فرهنگی شهر اصفهان
- فهرست مسجدها
- فهرست مطالب مربوط به افغانستان
- فهرست معابر تهران
- فهرست معنی نام کشورها
- فهرست مقاله‌ها و موضوع‌های مرتبط با کودکان
- فهرست مکان‌های ماجراهای تن‌تن
- فهرست مواد اولیه
- فهرست مواد غذایی بر پایه اندازه کالری
- فهرست مواد معدنی
- فهرست موزه‌های پاریس
- فهرست میراث جهانی یونسکو در اروپا
- فهرست مواد معدنی
- فهرست موزه‌های ایران
- فهرست موضوعات مربوط به افغانستان
- فهرست مناطق ویژه اقتصادی دریایی ایران
- فهرست میراث جهانی یونسکو
- فهرست میراث جهانی
- فهرست میراث فرهنگی و معنوی یونسکو

## ن
- فهرست نام رنگ‌ها
- فهرست نام روزهای ماه
- فهرست نام‌های ایرانی
- فهرست نام‌های ایرانی بر روی اجرام فضایی
- فهرست نام‌های بکاررفته برای افراد در ایران
- فهرست نشریات حسابداری ایران
- فهرست نشریات علوم پزشکی ایران
- فهرست نیروگاه‌های امارات متحده عربی
- فهرست نیروگاه‌های ایران

## و
- فهرست واحد پول کشورها
- فهرست واحدهای سنتی وزن در ایران
- فهرست وب
- فهرست واکنش‌های الی
- فهرست واکنش‌های معدنی
- فهرست واکنش‌های اینترنتی ایرانیان
- فهرست ورزش
- فهرست ورزش‌ها
- فهرست ورزش‌های آبی
- فهرست وسایل شستشو
- فهرست وسایل نقلیه موتوری
- فهرست وقفه رالف براون
- فهرست ویکی‌ها
- فهرست ویکی‌پدیاها
- فهرست ویکی‌پدیاها به ترتیب کد
- فهرست ویژگی‌های فیزیکی شیشه

## ه
- فهرست هتل‌های اصفهان
- فهرست هتل‌های ساری
- فهرست هتل‌های شیراز
- فهرست هتل‌های کرمانشاه
- فهرست هراس‌ها
- فهرست هرم‌های لپسیوس
- فهرست همپارهای اوندکان
- فهرست همپارهای دکان
- فهرست همپارهای دودکان
- فهرست همپارهای نونان
- فهرست هواپیماهای سری ایکس
- فهرست هواپیماهای نیروی هوایی ایران
- فهرست هواپیماها
- فهرست هواگردها
- فهرست‌ها بر پایه کشور
- فهرست‌های ستارگان
- فهرست‌های کتاب‌ها بر پایه زبان

## ی
- فهرست یکای پول رایج کشورها

## ا
- ف
- هرست ادویه

## ب
- فهرست باغ‌های ایران
- فهرست باغ‌های استان فارس
- فهرست باغ‌های تاریخی استان فارس
- فهرست بوستان‌های تهران
- فهرست بوستان‌های شیراز
- فهرست بوستان‌های قزوین
- فهرست بوستان‌های کرمانشاه
- فهرست بیماری‌های گیاهی

## پ
- پارک‌های توکیو
- پارک‌های ملی ایران
- فهرست پارک‌های ملی آمریکا بر پایه ایالت

## ت
- فهرست تیره‌های گیاهی
- فهرست تیره‌های متداول گیاهان گلدار

## د
- فهرست درختان ایران

## ر
- فهرست راسته‌های گیاهی
- فهرست رشته‌های کشاورزی

## س
- فهرست سبزی‌ها
- فهرست سبزیجات
- فهرست سوزنی‌برگان

## ط
- طبقه‌بندی علمی جانداران

## ع
- فهرست علف‌ها
- فهرست علف‌های هرز
- فهرست علف‌های هرز ایران

## گ
- فهرست گل‌های خوراکی
- فهرست گونه‌های جگن
- فهرست گونه‌های می
- فهرست گونه‌های کارکس
- فهرست گونه‌های جواهرمرغ
- فهرست گیاهان
- فهرست گیاهان علفی
- فهرست گیاهان و ادویه‌جات مورد استفاده در آشپزی
- فهرست گیاهان آپارتمانی

## م
- فهرست میوه جات
- فهرست میوه‌ها

## ا
- فهرست اصطلاحات شکار
- فهرست انواع سگ

## ب
- فهرست بیماری‌های آکواریوم

## پ
- فهرست پرندگان
- فهرست پروانه‌های ایران
- فهرست پستانداران

## ت
- فهرست تفنگ‌های شکاری رایج در ایران
- فهرست تیره‌های ماهی‌ها

## ج
- فهرست جانوران استان بوشهر
- فهرست جانوران منقرض شده
- فهرست جانوران ایالت واشینگتن
- فهرست جانداران دارای پرده بکارت
- فهرست جانوران منقرض شده اروپا
- فهرست جانورانی که رفتار همجنس‌گرایانه بروز می‌دهند

## ح
- فهرست حشرات
- فهرست حیوانات اهلی
- فهرست حیوانات اهلی شده
- فهرست حیواناتی که رفتار همجنس‌گرایانه بروز می‌دهند
- فهرست حیواناتی که پرده بکارت دارند

## خ
- فهرست خزندگان ایالت واشنگتن

## د
- فهرست دایناسورها
- فهرست دلفین‌ها
- فهرست دوزیستان
- فهرست دوزیستان ایالت واشنگتن

## س
- فهرست سگ‌های منقرض شده
- فهرست سمندرهای ایران

## ک
- فهرست کبوتردریاییان
- فهرست کوسه‌ها

## گ
- فهرست گنجشک سانان ایران
- فهرست گونه‌های جواهرمرغ

## م
- فهرست مارها
- فهرست ماهیان
- فهرست ماهی‌ها

## ن
- نژادهای اسب
- فهرست نژادهای سگ
- فهرست نژادهای گربه
- فهرست نهنگ‌ها

## آ
- ۱۰۰ سال... ۱۰۰ قهرمان و شرور به انتخاب بفا
- فهرست آثار محمدرضا شجریان
- فهرست آهنگسازان موسیقی کلاسیک سده ۲۰
- فهرست آوازخوانان افغانستان

## ا
- فهرست اتابکان فارس
- فهرست ارمنی‌های ایران
- استادان قدیم نقاشی
- فهرست استانداران آذربایجان شرقی
- فهرست استانداران آذربایجان غربی
- فهرست استانداران اردبیل
- فهرست استانداران استان چهارمحال و بختیاری
- فهرست استانداران استان کرمان
- فهرست استانداران اصفهان
- فهرست استانداران البرز
- فهرست استانداران ایلام
- فهرست استانداران ایران
- فهرست استانداران ایران در دولت هشتم
- فهرست استانداران ایران در دولت نهم
- فهرست استانداران ایران در دولت یازدهم
- فهرست استانداران ایران در دولت دوازدهم
- فهرست استانداران ایران در دولت سیزدهم
- فهرست استانداران ایلام
- فهرست استانداران بوشهر
- فهرست استانداران تهران
- فهرست استانداران خراسان
- فهرست استانداران خراسان جنوبی
- فهرست استانداران خراسان رضوی
- فهرست استانداران خوزستان
- فهرست استانداران زنجان
- فهرست استانداران سمنان
- فهرست استانداران سیستان و بلوچستان
- فهرست استانداران فارس
- فهرست استانداران قزوین
- فهرست استانداران قم
- فهرست استانداران کهگیلویه و بویر احمد
- فهرست استانداران لرستان
- فهرست استانداران مازندران
- فهرست استانداران مرکزی
- فهرست استانداران هرمزگان
- فهرست استانداران همدان
- فهرست استانداران چهارمحال و بختیاری
- فهرست استانداران کردستان
- فهرست استانداران کرمان
- فهرست استانداران کرمانشاه
- فهرست استانداران کهگیلویه و بویر احمد
- فهرست استانداران گیلان
- فهرست اسما مصنفی الشیعه
- فهرست اعدامیان سرشناس به فرمان صادق خلخالی
- فهرست اعدام شدگان
- فهرست اعضای فوربز ۴۰۰
- فهرست اعضای کمیتهٔ بین‌المللی المپیک
- فهرست اعضای گروه بیلدربرگ
- فهرست اعضای شورای اسلامی شهر تهران
- فهرست اعضای فوربز ۴۰۰
- فهرست افراد دارای لقب پدر یا مادر در یک زمینه
- فهرست افراد برروی تمبرهای عراق
- فهرست افراد ترورشده توسط گروه فرقان
- فهرست افراد دانشگاه صنعتی شریف
- فهرست افراد دگرجنسگونه
- فهرست افراد لکنتی
- فهرست افراد مبتلا به لکنت زبان
- فهرست افرادی که به دلیل قلدری خودکشی کردند
- فهرست اقای‌گل‌های لیگ فوتبال ایران
- فهرست البوم‌های سلن دیون
- فهرست البوم‌های احمد ظاهر
- فهرست امامان اسماعیلیه
- فهرست امپراتوران بیزانس
- فهرست امپراتوران دودمان لیائو
- فهرست امپراتوران دودمان مینگ
- فهرست امپراتوران دودمان هان
- فهرست امپراتوران روم
- فهرست امپراتوران ژاپن
- فهرست امپراتوری‌های بزرگ تاریخ
- فهرست امپراتوری‌های تاریخ چین
- فهرست انجمن‌ها و سازمان‌های یهودی در ایران
- فهرست انجمن‌های حسابداری ایران
- فهرست انجمن‌های علمی ایران
- فهرست انجمن‌های پرستاری
- فهرست اندلسیان ایرانی‌تبار
- فهرست انسان گرایان
- فهرست اولین مسلمانان
- فهرست اولین‌های هوانوردی در ایران
- فهرست ایران‌شناسان
- فهرست ایرانیان آمریکا
- فهرست ایرانیان آشوری
- فهرست ایرانیان بر اساس ثروت
- فهرست ایرانیان تحت تحریم بین‌المللی به دلیل نقض حقوق بشر
- فهرست ایرانیان خوش نویس
- فهرست ایرانیان دارای لقب پدر یا مادر در یک زمینه
- فهرست ایرانیان در شاهنامه
- فهرست ایرانیان شرکت کننده در المپیک از دیگر کشورها
- فهرست ایرانیان کانادا
- فهرست ایرانیان مقیم ایالات متحده

## ب
- فهرست بازداشت شدگان کودتای ۲۲ خرداد
- فهرست بازداشت شدگان پس از انتخابات ریاست جمهوری دهم
- فهرست بازیکنان ایرانی در لیگ فوتبال آلمان
- فهرست بازیکنان ایرانی در لیگ فوتبال اسپانیا
- فهرست بازیکنان ایرانی در لیگ فوتبال امارات
- فهرست بازیکنان ایرانی در لیگ فوتبال انگلیس
- فهرست بازیکنان ایرانی در لیگ فوتبال قطر
- فهرست بازیکنان ایرانی در لیگ فوتبال کویت
- فهرست بازیکنان تک‌باشگاه
- فهرست بازیکنان فوتبال ایرانی ملی پوش با تابعیت دوگانه
- فهرست بازیگران انتقام جویان (فیلم ۲۰۱۲)
- فهرست بازیگران ایرانی
- فهرست بازیگران زن آمریکایی
- فهرست بازیگران سریال لاست
- فهرست بازیگران کره جنوبی
- فهرست بازیگران هندی
- فهرست بانوان اول آمریکا
- فهرست برخی جغرافی دانان تاریخ
- فهرست برترین خلبان‌های جنگ جهانی دوم
- فهرست برندگان جایزه بهترین بازیگر نقش اول زن جشنواره فیلم فجر
- فهرست برندگان جایزه بهترین بازیگر نقش اول مرد جشنواره فیلم فجر
- فهرست برندگان جایزه بهترین فیلمنامه جشنواره فیلم فجر
- فهرست برندگان جایزه بهترین کارگردانی جشنواره فیلم فجر
- فهرست برندگان جایزه بهترین موسیقی متن جشنواره فیلم فجر
- فهرست برندگان جایزه صلح نوبل
- فهرست برندگان جایزه نوبل
- فهرست برندگان جایزه نوبل فیزیک
- فهرست برندگان جایزه نوبل شیمی
- فهرست برندگان جایزه نوبل ادبیات
- فهرست برندگان جایزه نوبل اقتصاد
- فهرست برندگان جایزه نوبل فیزیولوژی و پزشکی
- فهرست برندگان جوایز گلدن گلوب از آغاز تاکنون
- فهرست برندگان مسابقه آواز یوروویژن
- فهرست برندگان مسابقه مت‌کونتز
- فهرست برندگان نشان ملی علوم
- فهرست برندگان و نامزدهای جایزه اسکار بهترین فیلم غیر انگلیسی زبان
- فهرست برندگان یهودی جایزه نوبل
- فهرست برندگان چند مدال طلای المپیک
- فهرست بزرگترین کارفرماها
- فهرست به‌خاک‌سپردگان قطعه هنرمندان بهشت زهرا

## پ
- فهرست پاپ‌ها
- فهرست پاپ‌های کلیسای کاتولیک روم
- فهرست پادشاهان آشور
- فهرست پادشاهان افغانستان
- فهرست پادشاهان ایران
- فهرست پادشاهان تورین
- فهرست پادشاهان سقاره
- فهرست پادشاهان صفوی
- فهرست پادشاهان فرانسه
- فهرست پادشاهان کره
- فهرست پادشاهان چین
- فهرست پادشاهان کنونی با طولانی‌ترین دوره حکمرانی
- فهرست پادشاهان گورکانی هند
- فهرست پارسیان هند

فهرست پهلوانان ایرانی شاهنامه

## ت
- فهرست تاریخ‌نگاران ایرانی
- فهرست تاریخ نویسان ایرانی
- فهرست تاریخ نگاران اهل ایران
- فهرست ترورشدگان توسط گروه فرقان
- فهرست تورانیان در شاهنامه
- فهرست تولیدکنندگان فولاد

## ث
- ثروتمندترین افراد جهان
- فهرست ثروتمندترین افراد دنیا
- فهرست ثروتمندترین افراد شرق آسیا

## ج
- فهرست جغرافی دانان
- فهرست جماعت‌های تاجیکستان

## ح
- فهرست حاکمان خراسان
- فهرست حاکمان سوریه
- فهرست حزب‌ها در آلمان
- فهرست حزب‌ها در ارمنستان
- فهرست حزب‌ها در افغانستان
- فهرست حزب‌ها در ایالات متحده آمریکا
- فهرست حزب‌ها در ایتالیا
- فهرست حزب‌ها در ایران
- فهرست حزب‌ها در جمهوری خلق چین
- فهرست حزب‌ها در عراق
- فهرست حزب‌ها در قبرس شمالی
- فهرست حزب‌ها در هندوستان
- فهرست حزب‌ها در پاکستان
- فهرست حزب‌های سیاسی اسرائیل
- فهرست حزب‌های سیاسی فلسطین
- فهرست حزب‌های سیاسی ایتالیا
- فهرست حملات داعش

## خ
- فهرست خبرگان رهبری
- فهرست خبرگان رهبری دوره نخست
- فهرست خبرگان رهبری دوره چهارم
- فهرست خداانگاران
- فهرست خوانندگان ایرانی
- فهرست خوانندگان اهل ایران
- فهرست خوشنویسان ایرانی

## د
- فهرست داستان‌نویسان ایرانی
- فهرست دانش آموختگان دانشگاه صنعتی شریف
- فهرست دانش آموختگان سرشناس دارالفنون
- فهرست دانشمندان روحانی پیرو کلیسای کاتولیک
- فهرست دانشمندان و فیلسوفان یهودی
- فهرست دانشمندان مسلمان
- فهرست دانشمندانی که نام آن‌ها در واحدهای اس آی به کار رفته‌است
- فهرست دانشمندانی که نام آن‌ها در واحدهای غیر اس آی به کار رفته‌است
- فهرست دانشمندانی که نامشان در اسامی عناصر شیمیایی به کار رفته‌است
- فهرست دبیرکل‌های جنبش عدم تعهد
- فهرست دختران شایسته سال ایران
- فهرست دریانوردان مشهور
- فهرست دانشمندان و مهندسان معاصر ایران
- فهرست دانشمندانی که نامشان در ثابت‌های فیزیکی بکار می‌رود
- فهرست دودمان‌های تاریخ چین
- فهرست دوشیزه‌های دنیا برندگان ملکه زیبایی قاره
- فهرست دیپلمات‌های ارشد ایران در اسرائیل
- فهرست دیپلمات‌های بریتانیا در ایران

## ر
- فهرست رجال حدیث شیعه
- فهرست ریاضی‌دانان زن
- فهرست روان‌شناسان معروف
- فهرست رئیس جمهورهای ایران
- فهرست رئیس‌جمهورهای ایالات متحده آمریکا
- فهرست رهبران اتحاد جماهیر شوروی سوسیالیستی
- فهرست رهبران سیاسی افغانستان
- فهرست روانشناسان معروف

## ز
- فهرست زنان شاهنامه
- فهرست زنان مشهور سیاهپوست
- فهرست زنان ورزشکار ایران
- فهرست زندانیان ایرانی در زندان گوانتانامو
- فهرست زندانیان سیاسی ایران
- فهرست زندانیان سیاسی دربند ایرانی در سال ۱۳۸۵
- فهرست زنان محمد
- فهرست زندانیان سیاسی ایران

## س
- فهرست ستاره‌شناسان خاورمیانه
- فهرست ستاره‌های سینما به انتخاب انستیتو فیلم آمریکا
- فهرست ستاره‌شناسان
- فهرست ستاره‌شناسان مسلمان
- فهرست ستاره‌شناسان معروف
- فهرست سخنرانی ها و گفتارهای عبدالکریم سروش
- فهرست سخنرانی ها و گفتارهای علی شریعتی
- فهرست سخنرانی ها و گفتارهای ماکس وبر
- فهرست سخنرانی های آدولف هیتلر
- فهرست سخنرانی‌ها و شعرخوانی‌های احمد شاملو
- فهرست سخنرانی‌ها و گفتارهای بهرام بیضائی
- فهرست سخنرانی‌ها و گفتارهای بهرام بیضایی
- فهرست سخنرانی‌ها و گفتارهای عبدالکریم سروش
- فهرست سخنرانی‌ها و گفتارهای علی شریعتی
- فهرست سخنرانی‌ها و گفتارهای ماکس وبر
- فهرست سخنرانی‌ها و گفتارهای ولادیمیر لنین
- فهرست سخنرانی‌های آدولف هیتلر
- فهرست سخنرانی‌های ادولف هیتلر
- فهرست سرمربیان تیم ملی فوتبال ایران
- فهرست سفیران ایران
- فهرست سفیران ایران در آرژانتین
- فهرست سفیران ایران در آفریقای جنوبی
- فهرست سفیران ایران در آلمان
- فهرست سفیران ایران در آمریکا
- فهرست سفیران ایران در اتریش
- فهرست سفیران ایران در اردن
- فهرست سفیران ایران در ارمنستان
- فهرست سفیران ایران در ازبکستان
- فهرست سفیران ایران در استرالیا
- فهرست سفیران ایران در اسلوونی
- فهرست سفیران ایران در اسپانیا
- فهرست سفیران ایران در افغانستان
- فهرست سفیران ایران در الجزایر
- فهرست سفیران ایران در امارات متحده عربی
- فهرست سفیران ایران در اندونزی
- فهرست سفیران ایران در ایتالیا
- فهرست سفیران ایران در بحرین
- فهرست سفیران ایران در برزیل
- فهرست سفیران ایران در بریتانیا
- فهرست سفیران ایران در بلغارستان
- فهرست سفیران ایران در بلژیک
- فهرست سفیران ایران در بوسنی و هرزگوین
- فهرست سفیران ایران در تاجیکستان
- فهرست سفیران ایران در تایلند
- فهرست سفیران ایران در ترکمنستان
- فهرست سفیران ایران در ترکیه
- فهرست سفیران کانادا در افغانستان
- فهرست سلاطین امپراتوری عثمانی
- فهرست سیاهپوستان معروف آمریکا

## ش
- فهرست شاعران پارسی‌گوی
- فهرست شاعران ارمنی
- فهرست شاعران زبان چینی
- فهرست شاعران عرب
- فهرست شاعران عرب پیش از اسلام
- فهرست شاعران فارسی زبان
- فهرست شاعران پارسی گوی
- فهرست شاعران پشتو
- فهرست شاهان ایران
- فهرست شاهان فرانسه
- فهرست شاهان اسطوره‌ای شاهنامه
- فهرست شاه‌های ایران
- فهرست شاهان آلمان
- فهرست شاهان اتحاد کالمار
- فهرست شاهان اردن
- فهرست شاهان ارمنستان
- فهرست شاهان اسپانیا
- فهرست شاهان اشکانی
- فهرست شاهان ایلام
- فهرست شاهان بلژیک
- فهرست شاهان دانمارک
- فهرست شاهان روسیه
- فهرست شاهان ساسانی
- فهرست شاهان سوئد
- فهرست شاهان عیلام
- فهرست شاهان فرانسه
- فهرست شاهان کاستیا
- فهرست شاهان لهستان
- فهرست شاهان موریتانی
- فهرست شاهان نروژ
- فهرست شاهان هخامنشی
- فهرست شاهان هلند
- فهرست شاهان یونان
- فهرست شاهان پروس
- فهرست شاهان پنتوس
- فهرست شاهان کوماژن
- فهرست شاهان گالاتیا
- فهرست شاهان گرجستان
- فهرست شاهنشاهان ساسانی
- فهرست شاهنشاهان هخامنشی
- فهرست شاگردان محمد زکریای رازی
- فهرست شاگردان مدرسه مجموعه ساوت پارک
- فهرست شخصیت‌ها و اعلام قرآنی
- فهرست شخصیت‌های اسطوره‌ای شاهنامه
- فهرست شخصیت‌های داستان هری پاتر
- فهرست شیمی‌دان‌ها
- فهرست شیمی‌دان‌ها

## ص
- فهرست صحابه
- فهرست صداپیشگان مرد خانواده
- فهرست صدراعظم‌های آلمان
- فهرست صدراعظم‌های اتریش

## ط
- فهرست طایفه‌های لرستان
- فهرست طنزنویسان ایرانی

## ع
- فهرست عرب‌ها بر پایه دارایی
- فهرست عشاق معروف
- فهرست عشّاق مشهور

## ف
- فهرست فراریان مشهور از زندان
- فهرست فرزندان شاهان قاجار
- فهرست فرعون‌ها
- فهرست فرمانداران ایالت کالیفرنیا
- فهرست فرمانداران کنونی ایالات متحده آمریکا
- فهرست فرماندهان ارتش ایران
- فهرست فرماندهان ایرانی جنگ ایران و عراق
- فهرست دریافت‌کنندگان نشان درجه یک فتح
- فهرست فرمانروایان غزنوی
- فهرست فرماندهان سپاه مغول در حمله به ایران
- فهرست فرماندهان سپاه پاسداران انقلاب اسلامی
- فهرست فرمانروایان اتحاد کالمار
- فهرست فرمانروایان بریتانیا
- فهرست فرمانروایان غزنوی
- فهرست فرمانروایان کاستیا
- فهرست فرمانروایان لهستان
- فهرست فرمانروایان هون
- فهرست فرمانروایان پروس
- فهرست فرمانروایان بیتینیا
- فهرست فضانوردان
- فهرست فعالان حقوق زنان در ایران
- فهرست فلاسفه
- فهرست فلاسفه ایرانی
- فهرست فلاسفه غربی
- فهرست فلاسفه غربی
- فهرست فلاسفه مسلمان
- فهرست فلاسفه یونان باستان
- فهرست فیزیکدانان
- فهرست فیلسوفان
- فهرست فیلسوفان ایرانی
- فهرست فیلسوفان غربی
- فهرست فیلسوفان مسلمان
- فهرست فیلسوفان یونان باستان
- فهرست فیلسوفان مسلمان
- فهرست فیلم نامه نویسان اهل ایران
- فهرست فیلم نامه نویسان ایرانی
- فهرست فیلم نامه نویسان سینما و تلویزیون ایران

## ق
- فهرست قدرت مندترین زنان جهان نشریه فوربز
- فهرست قهرمانان بوکس جهان
- فهرست قهرمانان جام اتحادیهٔ فوتبال انگلستان
- فهرست قهرمانان جام باشگاه‌های جهان
- فهرست قهرمانان جام حذفی فوتبال انگلستان
- فهرست قهرمانان جام در جام اروپا
- فهرست قهرمانان جام یوفا
- فهرست قهرمانان جام یوفا و لیگ اروپا
- فهرست قهرمانان فرمول یک جهان
- فهرست قهرمانان کنونی دبلیو دبلیو ای
- فهرست قهرمانان لیگ اروپا
- فهرست قهرمانان لیگ فوتبال ایران
- فهرست قهرمانان لیگ قهرمانان اروپا

## ک
- فهرست کارگردان‌های زن سینما
- فهرست کارگردان‌های سینما
- فهرست کارگردانان ارمنی
- فهرست کارگردانان ایرانی
- فهرست کارگردانان همبسته با سینمای هنری
- فهرست کاشفان
- فهرست کاندیدهای کرسی ریاست جمهوری افغانستان سال ۲۰۱۴
- فهرست کاپیتان‌های تیم ملی فوتبال ایران
- فهرست کسانی که در فرودگاه زندگی کرده‌اند
- فهرست کشته شدگان ارتش حسین در رویداد کربلا
- فهرست کشته شدگان واقعه کربلا

## گ
- فهرست گلزنان برتر لیگ فوتبال ایران
- فهرست گل‌به‌خودی‌های جام جهانی فوتبال

## ل
- فهرست لبنانی‌ها در زندان‌های سوریه

## م
- فهرست مبتلایان به سیفلیس
- فهرست مترجمان آثار علمی-تخیلی
- فهرست مترجمان آثار علمی-تخیلی به فارسی
- فهرست متولیان آستان قدس رضوی در دوره قاجار
- فهرست مجری‌های مسابقه آواز یوروویژن
- فهرست محققان زبان‌های برنامه‌نویسی
- فهرست مراجع تقلید شیعه
- فهرست مخترعان
- فهرست مخترعانی که با اختراع خود کشته شدند
- فهرست محققان زبان‌های برنامه‌نویسی
- فهرست مدعیان مهدویت
- فهرست مدفونان قطعه هنرمندان بهشت زهرا
- فهرست مدیران باشگاه استقلال تهران
- فهرست مدیران باشگاه بارسلونا
- فهرست مدیران باشگاه فوتبال بارسلونا
- فهرست مدیران ناسا
- فهرست مراجع تقلید مشهور شیعه
- فهرست مربیان باشگاه استقلال
- فهرست مربیان باشگاه فوتبال بارسلونا
- فهرست مربیان باشگاه فوتبال رئال مادرید
- فهرست مربیان باشگاه فوتبال سپاهان
- فهرست مربیان باشگاه فوتبال ملوان انزلی
- فهرست مربیان باشگاه فوتبال منچستر یونایتد
- فهرست مربیان باشگاه فوتبال پاس تهران
- فهرست مربیان باشگاه فوتبال پرسپولیس
- فهرست مربیان باشگاه فوتبال چلسی
- فهرست مربیان برنده جام باشگاه‌های اروپا و لیگ قهرمانان اروپا
- فهرست مربیان تیم ملی فوتبال ایران
- فهرست مربیان فوتبال سرشناس اهل پرتغال
- فهرست مربیان باشگاه استقلال
- فهرست مربیان فوتبال سرشناس اهل پرتغال
- فهرست مردان سال
- فهرست مسافران ایرانی قطب جنوب
- فهرست مسلمانان سابق
- فهرست مسیحیان برنده جایزه نوبل
- فهرست مسیحیان سابق
- فهرست مسلمانان برنده جایزه نوبل
- فهرست مشاهیر دانشگاه صنعتی شریف
- فهرست مشاهیر زرتشتی
- فهرست مشاهیر و رویدادهای ثبت شده ایران در برنامه مشاهیر یونسکو
- فهرست مشهورترین فارغ التحصیلان مدرسه نظامی وست پوینت
- فهرست معاونان رئیس جمهور در هند
- فهرست معاونان ریاست جمهوری ایالات متحده
- فهرست معماران ارمنی
- فهرست معماران ایرانی
- فهرست مقام‌های بلندپایه جمهوری اسلامی ایران
- فهرست مقامات عالی رتبه در ایران
- فهرست مقام‌های بلندپایه جمهوری اسلامی ایران
- فهرست موبدان
- فهرست موسیقی‌دانان
- فهرست موسیقی دانان جاز
- فهرست میلیاردرهای ترک تحصیل کرده

## ن
- فهرست ناخداباوران
- فهرست نام دهندگان
- فهرست نامدارترین جغرافیدانان تاریخ
- فهرست نامزدان و برندگان جایزه اسکار پس از مرگ
- فهرست نامزدهای حزب جمهوریخواه در انتخابات ریاست جمهوری ایالات متحده آمریکا
- فهرست نامزدهای حزب جمهوریخواه در انتخابات ریاست جمهوری ایالات متحده آمریکا
- فهرست نام‌های بکاررفته برای افراد در ایران
- فهرست نخست وزیران استرالیا
- فهرست نخست وزیران اسرائیل
- فهرست نخست وزیران ایران پس از مشروطه
- فهرست نخست وزیران بنگلادش
- فهرست نخست وزیران ترکیه
- فهرست نخست وزیران سری لانکا
- فهرست نخست وزیران سوریه
- فهرست نخست وزیران عراق
- فهرست نخست وزیران فرانسه
- فهرست نخست وزیران کانادا
- فهرست نخست وزیران کویت
- فهرست نخست وزیران لبنان
- فهرست نخست وزیران مصر
- فهرست نخست وزیران هند
- فهرست نخست وزیران ژاپن
- فهرست نخست‌وزیران افغانستان
- فهرست نخست‌وزیران ایران پس از مشروطه
- فهرست نخست‌وزیران اسرائیل
- فهرست نخستین مسلمانان
- فهرست نظامیان اعدامی به حکم صادق خلخالی
- فهرست نویسندگان جهان
- فهرست نویسندگان علمی-تخیلی
- فهرست نمایندگان بندر انزلی در مجلس شورای ملی
- فهرست نمایندگان بیرجند
- فهرست نمایندگان حوزه انتخابیه آستارا
- فهرست نمایندگان حوزه انتخابیه جهرم
- فهرست نمایندگان دائم ایران در سازمان ملل متحد
- فهرست نمایندگان دوره اول مجلس شورای اسلامی
- فهرست نمایندگان دوره دوم مجلس شورای اسلامی
- فهرست نمایندگان دوره سوم مجلس شورای اسلامی
- فهرست نمایندگان دوره ششم مجلس شورای اسلامی
- فهرست نمایندگان دوره نهم مجلس شورای اسلامی
- فهرست نمایندگان دوره نوزدهم مجلس شورای ملی ایران
- فهرست نمایندگان دوره هشتم مجلس شورای اسلامی
- فهرست نمایندگان دوره هفتم مجلس شورای اسلامی
- فهرست نمایندگان رشت در مجلس شورای اسلامی
- فهرست نمایندگان زنجان در مجلس شورای ملی
- فهرست نمایندگان شهرستان کاشمر
- فهرست نمایندگان شورای اسلامی شهر تهران
- فهرست نمایندگان کرمانشاه در مجلس شورای ملی
- فهرست نمایندگان لاهیجان در مجالس قانونگذاری
- فهرست نمایندگان مجلس خبرگان رهبری
- فهرست نمایندگان مجلس خبرگان رهبری دوره نخست
- فهرست نمایندگان مجلس خبرگان رهبری دوره چهارم
- فهرست نمایندگان مجلس سنای ایالات متحده از آرکانزاس
- فهرست نمایندگان مجلس سنای ایالات متحده از نوادا
- فهرست نمایندگان مجلس شورای اسلامی
- فهرست نمایندگان ولی فقیه در استان‌ها
- فهرست نمایندگان یزد در مجالس قانونگذاری
- فهرست نمایندگان دائم ایران در دفتر سازمان ملل متحد در ژنو
- فهرست نمایندگان دائم ایران در سازمان ملل متحد
- فهرست نمایندگان مجلس سنای ایران
- فهرست نوازندگان فلامنکو
- فهرست نویسندگان
- فهرست نویسندگان ارمنی
- فهرست نویسندگان ایتالیا
- فهرست نویسندگان جهان
- فهرست نویسندگان روس
- فهرست نویسندگان فرانسه
- فهرست نویسندگان ایرانی ادبیات کودک و نوجوان
- فهرست نویسندگان به زبان فرانسوی بر پایه زمان
- فهرست نویسندگان سده بیستم میلادی فرانسه
- فهرست نویسندگان سده سیزدهم میلادی فرانسه
- فهرست نویسندگان سده نوزدهم میلادی فرانسه
- فهرست نویسندگان سده هجدهم میلادی فرانسه
- فهرست نویسندگان سده هفدهم میلادی فرانسه
- فهرست نویسندگان سده یازدهم میلادی فرانسه
- فهرست نویسندگان علمی-تخیلی
- فهرست نویسندگان قرن شانزدهم فرانسه
- فهرست نویسندگان قرن پانزدهم میلادی فرانسه
- فهرست نویسندگان قرن چهاردهم میلادی فرانسه
- فهرست نویسندگان و شاعران بلژیکی

## و
- فهرست والیان خلفا در طبرستان
- فهرست والیان طاهری در طبرستان
- فهرست وزرای خارجه مصر
- فهرست وزیران امور خارجه ایالات متحده
- فهرست وزیران امور خارجه ایران
- فهرست وزیران امور خارجه ژاپن
- فهرست وزیران ایران پس از حمله اعراب
- فهرست وزیران بهداشت، درمان و آموزش پزشکی ایران
- فهرست وزیران دفاع ایران
- فهرست وزیران نفت ایران
- فهرست وزیران ورزش و جوانان ایران

## ه
- فهرست همسران محمد
- فهرست همه خداانگاران
- فهرست همه خداگرایان
- فهرست هنرمندان رودرانر رکوردز
- فهرست هنرپیشگان فیلم‌های پورنو بر پایه دهه

## آ
- فهرست آثار ابن عربی
- فهرست آثار احمد شاملو
- فهرست آثار انیو موریکونه
- فهرست آثار باخ
- فهرست آثار درباره صادق هدایت
- فهرست آثار روح‌الله خمینی
- فهرست آثار سعدالدین حموی
- فهرست آثار عبدالکریم سروش
- فهرست آثار علیرضا شاپور شهبازی
- فهرست آثار علیرضا مشایخی
- فهرست آثار محمد زکریای رازی
- فهرست آثار محمدحسین طباطبایی
- فهرست آثار هوشنگ ایرانی
- فهرست آثار چاپی ریچارد داوکینز
- فهرست آلبوم‌های احمد ظاهر
- فهرست آلبوم‌های سلن دیون
- فهرست آموزشگاه‌های دریایی ایران
- فهرست آهنگ‌های بیتلز

## ا
- فهرست ابرشهرهای جهان بر پایه جمعیت
- فهرست اتحادیه کشورهای همسود
- فهرست احزاب ایرانی
- فهرست احزاب پاکستان
- فهرست احزاب در عراق
- فهرست احزاب سیاسی ایالات متحده
- فهرست احزاب سیاسی در آلمان
- فهرست احزاب سیاسی در افغانستان
- فهرست احزاب سیاسی در المان
- فهرست احزاب سیاسی در جمهوری خلق چین
- فهرست احزاب سیاسی در عراق
- فهرست احزاب سیاسی در قبرس شمالی
- فهرست احزاب سیاسی در هند
- فهرست احزاب سیاسی فدرال کانادا
- فهرست احزاب سیاسی اسرائیل
- فهرست استان‌های ایران بر پایه مساحت
- فهرست استان‌ها و شهرهای کانادا
- فهرست استان‌های ارمنستان
- فهرست استان‌های ازبکستان
- فهرست استان‌های اسرائیل
- فهرست استان‌های اسپانیا
- فهرست استان‌های الجزایر
- فهرست استان‌های اندونزی
- فهرست استان‌های اوکراین
- فهرست استان‌های ایتالیا
- فهرست استان‌های ایران
- فهرست استان‌های ایران بر پایه جمعیت
- فهرست استان‌های ایران بر پایهٔ مساحت
- فهرست استان‌های تاجیکستان
- فهرست استان‌های تایلند
- فهرست استان‌های ترکمنستان
- فهرست استان‌های ترکیه
- فهرست استان‌های خودمختار روسیه
- فهرست استان‌های روسیه
- فهرست استان‌های سوئد
- فهرست استان‌های سودان
- فهرست استان‌های عمان
- فهرست استان‌های فلسطین
- فهرست استان‌های فیلیپین
- فهرست استان‌های قزاقستان
- فهرست استان‌های کره شمالی
- فهرست استان‌های لبنان
- فهرست استان‌های لهستان
- فهرست استان‌های مراکش
- فهرست استان‌های مصر
- فهرست استان‌های نپال
- فهرست استان‌های هلند
- فهرست استان‌های ژاپن باستان
- فهرست انجمن‌ها و سازمان‌های یهودی در ایران
- فهرست انجمن‌های حسابداری ایران
- فهرست انجمن‌های علمی ایران
- فهرست انجمن‌های پرستاری
- فهرست انجمن‌های علمی ایران

## ب
- فهرست بازارهای ایران
- فهرست بازارهای تاریخی بوشهر
- فهرست باشگاه‌های فوتبال ایران
- فهرست بانک‌ها در ایران
- فهرست بانک‌های افغانستان
- فهرست بخش‌های استان هرمزگان
- فهرست بخش‌های ایران
- فهرست بخش‌های جمهوری آذربایجان
- فهرست بزرگ‌ترین امپراتوری‌های جهان
- فهرست بزرگترین اجتماعات مسالمت‌آمیز جهان

## پ
- فهرست پایتخت‌ها
- فهرست پایتخت‌ها بر پایه تراکم جمعیت
- فهرست پایتخت‌ها در ایالات متحده
- فهرست پایتخت‌های ایران
- فهرست پایگاه‌های باستان‌شناسی در افغانستان
- فهرست پرفروش‌ترین آلبوم‌های موسیقی جهان
- فهرست پژوهشگاه‌های دریایی ایران

## ت
- فهرست تشکل‌های حسابداری ایران
- فهرست تشکیلات اداری، نظامی و انتظامی ایران
- فهرست تولیدکنندگان فولاد
- فهرست تیم‌های فوتبال بدون نماینده در فوتبال مردان
- فهرست تیم‌های ملی فوتبال مردان

## ج
- فهرست جنبش‌های هنری

## ح
- فهرست حزب‌ها در آلمان
- فهرست حزب‌ها در ارمنستان
- فهرست حزب‌ها در افغانستان
- فهرست حزب‌ها در ایالات متحده آمریکا
- فهرست حزب‌ها در ایتالیا
- فهرست حزب‌ها در ایران
- فهرست حزب‌ها در جمهوری خلق چین
- فهرست حزب‌ها در عراق
- فهرست حزب‌ها در قبرس شمالی
- فهرست حزب‌ها در هندوستان
- فهرست حزب‌ها در پاکستان
- فهرست حزب‌های سیاسی اسرائیل
- فهرست حزب‌های سیاسی فلسطین
- فهرست حزب‌های سیاسی ایتالیا

## خ
- فهرست خبرگزاری‌های ایران

## د
- فهرست دانشگاه‌های ایران
- فهرست دانشگاه‌های ترکیه
- فهرست دودمان‌های تاریخ چین

## ر
- فهرست روستاهای ایران

## س
- فهرست سفارت‌ها در ایران
- فهرست سفارت‌ها در تهران
- فهرست سفارت‌ها در واشینگتن
- فهرست سفارت‌های آلمان
- فهرست سفارت‌های اتحاد جماهیر شوروی
- فهرست سفارت‌های استرالیا
- فهرست سفارت‌های استونی
- فهرست سفارت‌های افغانستان
- فهرست سفارت‌های ایران در خارج
- فهرست سفارت‌های برزیل
- فهرست سفارت‌های بریتانیا
- فهرست سفارت‌های خارجی در قبرس شمالی
- فهرست سفارت‌های روسیه
- فهرست سفارت‌های عربستان
- فهرست سفارت‌های فرانسه
- فهرست سفارت‌های قبرس شمالی
- فهرست سفارت‌های ژاپن

## ش
- فهرست شخصیت‌های داستان هری پاتر
- فهرست شخصیت‌های شرک
- فهرست شخصیت‌های حامی هری پاتر
- فهرست شخصیت‌های کتاب قصه‌های سرزمین اشباح
- فهرست شخصیت‌های مجموعه دکستر
- فهرست شخصیت‌های فرار از زندان
- فهرست شخصیت‌های ۲۴
- فهرست شخصیت‌های بازی تاج و تخت
- فهرست شخصیت‌های مردگان متحرک (مجموعه تلویزیونی)
- فهرست شاگردان مدرسه مجموعه ساوت پارک
- فهرست شهرهای مناطق مسکونی آمریکا
- فهرست شهرستان‌های ایران
- فهرست شهرداری‌های ارمنستان
- فهرست شهرهای استان سیستان و بلوچستان
- فهرست شهرهای استان اصفهان
- فهرست شهرهای دارای خواهرخوانده در ایران
- فهرست شهرهای اندونزی
- فهرست شهرهای ایران
- فهرست شهرهای آلمان
- فهرست شهرهای بزرگ جهان
- فهرست شهرهای پرتغال
- فهرست شهرهای تاجیکستان
- فهرست شهرهای جهان
- فهرست شهرهای خوزستان
- فهرست شهرهای سوریه
- فهرست شهرهای عراق
- فهرست شهرهای کانادا
- فهرست شهرهای کردستان عراق
- فهرست شهرهای لبنان
- فهرست شهرهای لیبی
- فهرست شهرهای مراکش
- فهرست شهرهای هلند
- فهرست شهرهای یمن
- فهرست شهرستان‌های استان آذربایجان شرقی
- فهرست شهرستان‌های استان آذربایجان شرقی بر پایه مساحت
- فهرست شهرهای استان آذربایجان شرقی
- فهرست شهرهای استان آذربایجان غربی
- فهرست شهرهای استان ایلام
- فهرست شهرهای استان بوشهر
- فهرست شهرهای استان تهران
- فهرست شهرهای استان چهارمحال و بختیاری
- فهرست شهرهای استان خراسان رضوی
- فهرست شهرهای استان خراسان شمالی
- فهرست شهرهای استان سمنان
- فهرست شهرهای استان قزوین
- فهرست شهرهای استان کردستان
- فهرست شهرهای استان کهگیلویه و بویراحمد
- فهرست شهرهای استان لرستان
- فهرست شهرهای استان مرکزی
- فهرست شهرهای استان همدان
- فهرست شهرهای استان یزد
- فهرست شبکه‌های تلویزیونی
- فهرست شبکه‌های تلویزیونی کانادا
- فهرست شخصیت‌ها، مکان‌ها و رویدادهای افسانه‌ای مصر باستان
- فهرست شخصیت‌ها، مکان‌ها و رویدادهای افسانه‌ای یونان باستان
- فهرست شهرستان‌های استان البرز
- فهرست شهرهای استان البرز
- فهرست شهرهای ایران بر پایه جمعیت
- فهرست شهرهای خوزستان
- فهرست‌های شهرهای جهان

## ص
- فهرست صنایع تبریز
- فهرست صنایع دستی استان فارس
- فهرست صنایع دستی ایران

## ط
- فهرست طایفه‌های لرستان

## ف
- فهرست فرهنگستان‌های جهان
- فهرست فرهنگسراهای تهران

## ق
- فهرست قبایل اغوز
- فهرست قبایل غز

## ک
- فهرست کشورها بر پایه تولید ناخالص داخلی
- فهرست کشورها
- فهرست کشورهای جهان
- فهرست کشورهای عربی
- فهرست کشورهای خاورمیانه بر پایه جمعیت
- فهرست کشورها بر پایه تولید مس
- فهرست کشورها بر پایه واردات نفت
- فهرست کشورهای تولیدکننده آلومینیوم
- فهرست کشورهای تولیدکننده اکسید آلومینیوم
- فهرست کشورهای تولیدکننده روی
- فهرست کشورهای تولیدکننده سنگ آهن
- فهرست کشورهای تولیدکننده طلا
- فهرست کشورهای تولیدکننده فلدسپات
- فهرست کشورهای تولیدکننده منگنز
- فهرست کشورهای تولیدکننده نمک
- فهرست کشورها بر پایه تولید خودرو
- فهرست کشورها بر پایه تولید ناخالص داخلی (برابری قدرت خرید)
- فهرست کشورها بر پایه درازای خط ساحلی
- فهرست کشورها بر پایه سرانه مصرف آبجو
- فهرست کشورها بر پایه میزان تولد
- فهرست کشورها بر پایه هزینه‌های نظامی
- فهرست کشورهای خاورمیانه بر پایه جمعیت
- فهرست کشورهای عضو اتحادیه اروپا
- فهرست کلانشهرهای آسیا

## گ
- فهرست گروه‌های آلترنتیو متال
- فهرست گروه‌های بلک متال
- فهرست گروه‌های پاور متال

## م
- فهرست مجله فوربز از قدرتمندترین افراد جهان
- فهرست مدرسه‌های همدان
- فهرست مراکز شهرستان‌های استان آذربایجان شرقی
- فهرست مراکز شهرستان‌های استان البرز
- فهرست مراکز شهرستان‌های استان تهران
- فهرست مراکز شهرستان‌های استان مرکزی
- فهرست مراکز شهرستان‌های استان همدان
- فهرست مناطق آزاد و ویژه اقتصادی ایران
- فهرست مطبوعات فارس

## ن
- فهرست نام دانشگاه‌های کشورها
- فهرست نهادهای ایران
- فهرست نام دانشگاه‌های کشورها
- فهرست نشریات حسابداری ایران
- فهرست نشریات علوم پزشکی ایران
- فهرست نهادهای حسابداری ایران

## و
- فهرست وبگاه‌های ناسا
- فهرست ورزشگاه‌ها
- فهرست ورزشگاه‌های اروپا بر پایه ظرفیت
- فهرست ورزشگاه‌های انگلستان
- فهرست ورزشگاه‌های ایران
- فهرست ورزشگاه‌های فوتبال آلمان
- فهرست ورزشگاه‌های فوتبال آمریکا
- فهرست ورزشگاه‌های فوتبال استرالیا
- فهرست ورزشگاه‌های فوتبال اسپانیا
- فهرست ورزشگاه‌های فوتبال ایتالیا
- فهرست ورزشگاه‌های فوتبال برزیل
- فهرست ورزشگاه‌های فوتبال در آذربایجان
- فهرست ورزشگاه‌های فوتبال در ایران
- فهرست ورزشگاه‌های فوتبال کانادا
- فهرست ولایت‌های افغانستان
- فهرست ولایت‌های الجزایر
- فهرست ولسوالی‌های افغانستان

## ه
- فهرست‌ها بر پایه کشور
- فهرست هیئت دولت‌های ایران
- فهرست‌های شهرهای جهان

## ا
- فهرست احساسات
- فهرست ایدئولوژی‌های سیاسی
- فهرست ایسم‌های فلسفی

## ب
- فهرست باورهای غلط متداول
- فهرست باورهای نادرست

## پ
- فهرست پارادوکس‌ها

## ج
- فهرست جنبش‌های هنری

## د
- فهرست دانشمندان و فیلسوفان یهودی
- فهرست دکترین‌ها

## ر
- فهرست روان‌شناسان معروف

## س
- فهرست سفسطه‌ها

## گ
- فهرست گرایش‌های فلسفی

## ف
- فهرست فلاسفه
- فهرست فلسفه‌های توسعه نرم‌افزار
- فهرست فیلسوفان
- فهرست فیلسوفان ایرانی
- فهرست فیلسوفان غربی
- فهرست فیلسوفان مسلمان
- فهرست فیلسوفان یونان باستان
- فیلسوفان، نویسندگان و هنرمندان یونان باستان

## م
- فهرست مجله‌های روان‌شناسی
- فهرست مسئله‌های حل‌نشده در فلسفه
- فهرست مغالطه‌ها
- فهرست مقاله‌های فلسفه قاره‌ای
- فهرست مکاتب فکری
- فهرست مکتب‌های فلسفی
- فهرست موجودات افسانه‌ای

## ن
- فهرست ندانم‌گرایان
- فهرست ندانم‌گرایان مشهور

## ه
- فهرست هراس‌ها

## آ
- فهرست آماری ترین‌های کشورها

## ا
- فهرست اپیزودهای ۴۴۰۰
- فهرست اپیزودهای بازی تخت و تاج
- فهرست اپیزودهای بریکینگ بد
- فهرست اپیزودهای دکستر
- فهرست اپیزودهای سوپرانوز
- فهرست اپیزودهای فرار از زندان
- فهرست اپیزودهای قهرمان‌ها
- فهرست اپیزودهای لاست
- فهرست اپیزودهای ناروتو
- فهرست اتحادهای مثلثاتی
- فهرست اتحادهای لگاریتمی
- فهرست اختصارات مورد استفاده در نسخه‌های پزشکی
- فهرست ادبیات جهان
- فهرست ادریان مسنجر
- فهرست ارجاع‌های فرهنگی به رمان و فیلم پرتقال کوکی
- فهرست اسامی مردان سال
- فهرست اسامی مردان سال آشوری
- فهرست اسامی تیم والیبال مردان در المپیک ۲۰۰۰
- فهرست استانداردهای EN
- فهرست استانداردهای ایزو
- فهرست استانداردهای ملی ایران
- مقایسه اسمبلرها
- فهرست اصطلاحات آشپزی
- فهرست اصطلاحات رادیو و تلویزیون
- فهرست اصطلاحات سینمایی و تئاتر
- فهرست اصطلاحات شکار
- فهرست اصطلاحات فوتبال
- فهرست اصطلاحات موسیقی
- فهرست اعیاد
- فهرست اعیاد بر پایه کشور
- فهرست اقسام منطق
- فهرست المپیادهای بین‌المللی ریاضی
- فهرست انتشارهای اوبونتو
- فهرست انتگرال تابع‌های نمایی
- فهرست انتگرال تابع‌های وارون هذلولوی
- فهرست انتگرال تابع‌های گنگ
- فهرست انتگرال تابع‌های لگاریتمی
- فهرست انتگرال تابع‌های مثلثاتی
- فهرست انتگرال تابع‌های گنگ
- فهرست انتگرال توابع مثلثاتی
- فهرست انتگرال توابع وارون مثلثاتی
- فهرست انتگرال توابع گویا
- فهرست انتگرال‌های توابع هایپربولیک
- فهرست انتگرال‌های توابع گوسی
- فهرست‌های انتگرال‌ها
- فهرست انواع اصول

## ب
- فهرست بازی‌های ایرانی
- فهرست بازی‌های بین‌المللی پرسپولیس
- فهرست بازی‌های تیم ملی فوتبال ایران
- فهرست بازی‌های رایانه‌ای ایرانی
- فهرست بازی‌های سنتی کودکان
- فهرست بازی‌های کودکانه
- فهرست بازی‌های ویدئویی
- فهرست بازی‌های ویدئویی ایرانی
- فهرست بازی‌های ویدئویی سونیک خارپشت
- فهرست بازیهای پلی استیشن همراه
- فهرست بازی‌های توپی
- فهرست برخط دسترسی همگانی
- فهرست برخی گراف‌های خاص
- فهرست برنامه‌های مدیریت دانلود
- فهرست برنامه‌های من و تو ۱
- فهرست برنامه‌های یونیکس
- فهرست بزرگترین شرکت‌های اروپا بر پایه درآمد
- فهرست بنداشت‌ها
- فهرست بدیهیات ریاضی

## پ
- فهرست پارادوکس‌ها

## ت
- فهرست تبدیل‌های مرتبط با تبدیل فوریه
- فهرست توابع ریاضی
- فهرست توابع متناوب

## ح
- فهرست حدها
- فهرست حرف‌های اضافه در زبان انگلیسی

## د
- فهرست داستان‌های عاشقانه
- فهرست دانشنامه‌های آزاد فارسی
- فهرست دانشنامه‌های اینترنتی
- فهرست دانشنامه‌های برخط
- فهرست دکترین‌ها

## ر
- فهرست رشته‌های دانشگاهی
- فهرست ریاضی‌دانان زن
- فهرست ریاضی‌دانان ناپیشه‌کار

## ز
- فهرست زبان بر پایه جمعیت
- فهرست زبان‌ها
- فهرست زبان‌های جهان
- فهرست زبان‌های برنامه‌نویسی
- فهرست زبان‌های جهان به ترتیب حروف الفبا
- فهرست زبان‌ها بر پایه جمعیت سخنوران بومی
- فهرست زبان‌ها بر پایه مجموع تعداد سخنوران
- فهرست زبان‌ها و لهجه‌های ایرانی
- فهرست زبان‌های ایرانی شمال غربی
- فهرست زبان‌های درخطر نابودی
- فهرست زبان‌های هندواروپایی
- فهرست زبان‌های ایرانی شمال غربی

## س
- فهرست سری‌های ریاضی
- فهرست سرودهای ملی کشورها

## ش
- فهرست شبکه‌های مجازی دارای بیشترین کاربران فعال
- فهرست شعارهای ملی

## ع
- فهرست عددهای درگاه تی‌سی‌پی و یودی‌پی
- فهرست علایم و نشانه‌های یونسکو

## ق
- قاعده
- فهرست قاعده‌ها
- فهرست قانون‌های اساسی کشورها

## ک
- فهرست کد کشورها در ناتو

## گ
- فهرست گرانترین اشیای جهان

## ل
- فهرست لغات ترکی وارد شده به زبان فارسی
- فهرست لغات مغولی وارد شده به زبان فارسی
- فهرست لینگوییست

## م
- فهرست مفاهیم ریاضی
- فهرست مسئله‌های حل‌نشده در زبان‌شناسی
- فهرست موضوعات بنیادی مثلثات

## ن
- فهرست نرم‌افزارهای آماری
- فهرست نرم‌افزارهای محاسبات عددی

## و
- فهرست واژگان اسپانیایی با ریشه ایرانی
- فهرست واژگان انگلیسی با ریشهٔ فارسی
- فهرست واژگان اسپانیایی با ریشه پارسی یا اوستایی
- فهرست واژگان انگلیسی با ریشه ی فارسی
- فهرست واژگان انگلیسی واردشده به زبان فارسی
- فهرست واژگان تحقیرآمیز مرتبط با معلولیت
- فهرست واژگان ترکی در زبان فارسی
- فهرست واژگان جایگزین شده در ترکی
- فهرست واژگان جایگزین شده در ترکی استانبولی
- فهرست واژگان روسی واردشده به زبان فارسی
- فهرست واژگان عربی با ریشه فارسی
- فهرست واژگان فارسی با ریشه عربی
- فهرست واژگان فوتبال
- فهرست واژگان مغولی واردشده به زبان فارسی
- فهرست واژگان نظامی کاربردی
- فهرست واژه‌های لهجه قمی
- فهرست واژه‌های متفاوت در فارسی افغانستان و ایران
- فهرست واژه‌ها با پسوند ستان
- فهرست واژه‌های سره فارسی
- فهرست واژه‌های فارسی با ریشه روسی
- فهرست واژه‌های متفاوت در فارسی افغانستان و ایران
- فهرست واژه‌های متفاوت در پارسی تاجیکستان و ایران
- فهرست واژه‌های معرب
- فهرست وامواژه‌های فرانسوی در فارسی
- فهرست وردهای داستان‌های هری پاتر

## ه
- فهرست‌های انتگرال‌ها
- فهرست‌های کتاب‌ها بر پایه زبان